# 昂格提勒克库勒
昂格提勒克库勒是一个位于中国新疆维吾尔族自治区民丰县的湖泊，面积约为10平方千米。